# Sylvia Amelia Carneiro da Cunha
Sylvia Amelia Carneiro da Cunha (Rio de Janeiro, 3 de novembro de 1914 — Florianópolis, 2012) foi uma advogada e jornalista brasileira.

## Carreira
Foi empossada na cadeira 26 da Academia Catarinense de Letras, sendo membro efetivo do Instituto Histórico e Geográfico de Santa Catarina até o seu falecimento.

## Publicações
- A Taquigrafia em Santa Catarina, 1939
- A Técnica Comercial e Processos de Propaganda, 1942
- A Natureza Jurídica da Convenção Coletiva do Trabalho, 1955
- Livros de Ajebiana, 1979
- Ajebianas de Sul a Norte, 1988
- Poemas do meu Caminho, 1993
- Gustavo Richard - um republicano histórico em Santa Catarina. Brasília : Editora do Senado, 1995.